# Embia mulleri
Embia mulleri is een insectensoort uit de familie Embiidae, die tot de orde webspinners (Embioptera) behoort. De soort komt voor in Brazilië.
Embia mulleri is voor het eerst wetenschappelijk beschreven door Hagen in 1885.